# Springfield Demize
Springfield Demize foi uma agremiação esportiva da cidade de Springfield, Missouri.  Disputava a National Premier Soccer League sob o nome fantasia de Demize NPSL.

## História
O Springfield Demize foi fundado em 2006 e disputou a PDL entre 2006 e 2016, quando foi extinto e substituído pela equipe sub-23 do  Saint Louis FC.  
Em 2017 o Joplin Demize, antigo time B do Springfield Demize, se transferiu para Springfield, adotando o nome de Springfield Demize porém utilizando o nome fantasia de Demize NPSL.